# Législature d'État du Nevada

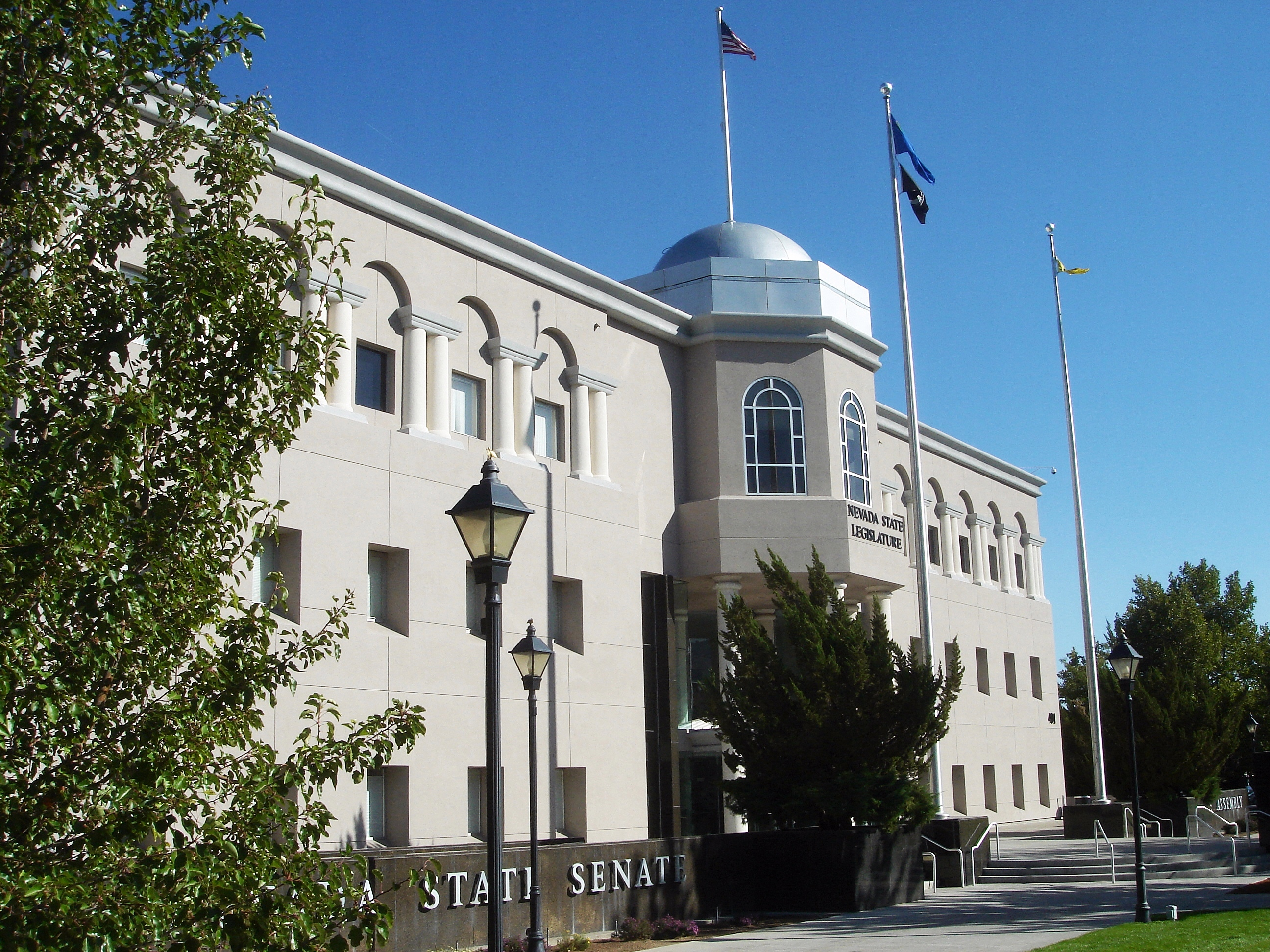
Le bâtiment de la législature du Nevada.

La législature d'État du Nevada (en anglais : Nevada Legislature) est la branche législative du gouvernement de l'État américain du Nevada. Institution bicamérale, la législature est composée d'une chambre basse, l'Assemblée (42 membres), et d'une chambre haute, le Sénat (21 sénateurs).
Jusqu'en 1971, la législature se réunissait au sein du capitole du Nevada. Depuis, elle siège dans les bâtiments de la législature du Nevada à Carson City.

## Composition
La constitution du Nevada impose un maximum de 75 législateurs. Depuis 1983, la législature compte 42 membres de l'Assemblée et 21 sénateurs.
Les circonscriptions sont redécoupées après chaque recensement des États-Unis. Depuis 2011, le Nevada est divisé en 42 circonscriptions d'environ 64 300 habitants (Assembly districts) qui élisent chacune un membre de l'Assemblée. Ces circonscriptions sont regroupées par deux pour élire les sénateurs. Auparavant, il n'y avait que 21 circonscriptions, élisant deux représentants et un sénateur.
Pour être élu, un législateur doit avoir au moins 21 ans, vivre dans le Nevada depuis au moins un an et résider dans le district qu'il souhaite représenter. Les membres de l'Assemblée sont élus pour un mandat de deux ans toutes les années impaires. Les sénateurs sont élus pour un mandat de quatre ans et renouvelés par moitié, tous les deux ans. Les législateurs ne peuvent pas servir plus de douze ans au sein de chaque chambre de la législature.

## Travail législatif
Les sessions de la législature débutent le premier lundi de février suivant les élections (qui ont lieu en novembre). Les sessions ne peuvent durer plus de 120 jours. Des sessions spéciales peuvent être convoquées par le gouverneur du Nevada ou par deux-tiers des membres de chaque chambre.
Les propositions de lois sont introduites par un législateur, passent en première lecture, en commission puis en seconde lecture avant un débat devant la chambre. Une fois adoptée par sa chambre d'origine (avec 11 voix au Sénat, 22 à l'Assemblée ; 14 et 28 en cas de hausses d'impôt), le texte est transmis à l'autre chambre qui mène la même procédure. En cas de différence entre les textes adoptés par les deux chambres, la proposition de loi retourne devant sa chambre d'origine, qui accepte ou non l'amendement ; si elle refuse, la deuxième chambre peut retirer son amendement. En cas de désaccord, une commission paritaire est désignée (conference committee), son rapport doit être adopté par les deux chambres pour que le texte devienne une loi. Le gouverneur du Nevada dispose d'un droit de véto sur les lois, qui peut être renversé par une majorité des deux-tiers de chaque chambre.